# Silacayoápam
Silacayoápam är en kommun i Mexiko.   Den ligger i delstaten Oaxaca, i den sydöstra delen av landet, 240 km söder om huvudstaden Mexico City.
Följande samhällen finns i Silacayoápam:
- Barrio San Miguelito
- Santiago Asunción
- El Carmen
- San Sebastián
- San Vicente del Zapote
- San Isidro
- Rancho Alfaro